# Jure Škifić
Jure Škifić (Zara, 24 luglio 1988) è un cestista croato.

## Palmarès
- Coppa di Slovenia: 1

Krka Novo mesto: 2021